# Dyseuaresta bilineata
Dyseuaresta bilineata är en tvåvingeart som först beskrevs av Foote 1982.  Dyseuaresta bilineata ingår i släktet Dyseuaresta och familjen borrflugor. Inga underarter finns listade i Catalogue of Life.